# 北樂提公共運輸交匯處
北樂提公共運輸交匯處（英語：Paradise Interchange）是南澳州阿德萊德O-Bahn巴士專線的公共運輸交匯處。

## 歷史
北樂提公共運輸交匯處是O-Bahn巴士專線第一期的終點站，於1986年3月2日正式啓用， 由時任州長潘龍忠（John Bannon）主持開幕儀式；直至3月9日才正式通車使用。1989年8月20日，O-Bahn第二期工程通車，終點站改至茶樹廣場公共運輸交匯處
本站是O-Bahn的第二個車站，位於錦林息和茶樹廣場的中間，距離阿德萊德市中心約6公里（3.7英里）。
本站設有625個停車位、上落客區。本站設有出入口予巴士進入O-Bahn。
共有34條巴士路線停靠本站。

## 外部連結
- 维基共享资源上的相關多媒體資源：北樂提公共運輸交匯處